# Andrzej Stroynowski
Andrzej Krzysztof Stroynowski – polski historyk, dr hab. nauk humanistycznych, profesor zwyczajny Instytutu Historii Wydziału Humanistycznego Uniwersytetu Humanistycznego-Przyrodniczego im. Jana Długosza w Częstochowie.

## Życiorys
W 1971 ukończył studia historyczne na Uniwersytecie Łódzkim, natomiast 13 października 1977 obronił pracę doktorską Reforma królewszczyzn na Sejmie Czteroletnim, 14 grudnia 2006 habilitował się na podstawie oceny dorobku naukowego i pracy zatytułowanej Opozycja sejmowa w dobie rządów Rady Nieustającej. Studium z dziejów kultury politycznej. 11 czerwca 2015 nadano mu tytuł profesora w zakresie nauk humanistycznych. 
Pracował na Wydziale Filozoficzno-Historycznym Uniwersytetu Łódzkiego, oraz w Wyższej Szkole Studiów Międzynarodowych. Objął funkcję profesora zwyczajnego w Instytucie Historii na Wydziale Humanistycznym Uniwersytetu Humanistycznego-Przyrodniczego im. Jana Długosza w Częstochowie. 

## Publikacje
- 1976: Pozycja społeczna drobnej szlachty Wielkiego Księstwa Litewskiego w końcu XVIII w.[2]
- 1981: Kształtowanie się stronnictwa republikańsko-kołłątajowskiego w Sejmie Czteroletnim w toku walki o reformę królewszczyzn[2]
- 2005: Opozycja sejmowa w dobie rządów Rady Nieustającej : studium z dziejów kultury politycznej[2]
- 2017: Historia na źródłach oparta : studia ofiarowane Profesorowi Tadeuszowi Srogoszowi w 65. rocznicę urodzin[2]